# Удугучинське сільське поселення
Удугучи́нське сільське поселення (рос. Удугучинское сельское поселение) — муніципальне утворення у складі Увинського району Удмуртії, Росія. Адміністративний центр — село Удугучин.
Населення — 1198 осіб (2015; 1295 в 2012, 1325 в 2010).

## Склад
До складу поселення входять такі населені пункти:
| Населений пункт      | Населення, осіб (2010) | Населення, осіб (2012) |
| -------------------- | ---------------------- | ---------------------- |
| Кунгур, присілок     | 55                     | 45                     |
| Малі Сюрзі, присілок | 128                    | 129                    |
| Палі, присілок       | 17                     | 12                     |
| Післег, присілок     | 59                     | 57                     |
| Сирдяни, присілок    | 47                     | 44                     |
| Туймат, присілок     | 1                      | 1                      |
| Удугучин, село       | 1018                   | 1007                   |

У поселенні діють школа, 2 садочки, бібліотека, 3 клуби, дільнича лікарня, 3 ФАПи. Серед промислових підприємств працюють СПК «Свобода», ТОВ «Істок».